# Paradorydium upembae
Paradorydium upembae är en insektsart som beskrevs av Evans 1955. Paradorydium upembae ingår i släktet Paradorydium och familjen dvärgstritar. Inga underarter finns listade i Catalogue of Life.